# Nederlandse kampioenschappen schaatsen afstanden 2008 - 1500 meter mannen
De Nederlandse kampioenschappen schaatsen afstanden 2008 - 1000 meter mannen worden gehouden op vrijdag 28 oktober 2008. Er zijn vijf plaatsen te verdelen voor de eerste twee Wereldbeker schaatsen 2007/08. Er zijn op deze afstand geen rijders met een beschermde status. Na de 1000 meter won Simon Kuipers op zondag ook de 1500 meter.  

## Uitslag[1]
| #      | Schaatser         | Tijd    |
| ------ | ----------------- | ------- |
| Goud   | Simon Kuipers     | 1.45,80 |
| Zilver | Erben Wennemars   | 1.46,98 |
| Brons  | Sven Kramer       | 1.47,31 |
| 4      | Mark Tuitert      | 1.47,91 |
| 5      | Rhian Ket         | 1.48,50 |
| 6      | Remco Olde Heuvel | 1.48,64 |
| 7      | Tom Prinsen       | 1.48,70 |
| 8      | Lars Elgersma     | 1.48,71 |
| 9      | Jan Bos           | 1.48,89 |
| 10     | Ben Jongejan      | 1.48,91 |

1987 · 
1988 · 
1989 · 
1990 · 
1991 · 
1992 · 
1993 · 
1994 · 
1995 · 
1996 · 
1997 · 
1998 · 
1999 · 
2000 · 
2001 · 
2002 · 
2003 · 
2004 · 
2005 · 
2006 · 
2007 · 
2008 · 
2009 · 
2010 · 
2011 · 
2012 · 
2013 · 
2014 · 
2015 · 
2016 · 
2017 · 
2018 · 
2019 · 
2020 · 
2021 · 
2022 · 
2023 · 
2024 · 
2025
1. ↑  Uitslag NK Afstanden 2008 1500 meter mannen - SchaatsStatistieken.nl. www.schaatsstatistieken.nl. Geraadpleegd op 14 februari 2025.